# 图书馆学
图书馆学是一门研究图书馆收集、加工、整理、保藏、控制、传递和利用文献訊息的理论、方法以及图书馆事业发展规律的科学，是一门综合性学科。

## 基本概念

### 定义
“图书馆学”一詞最早由德国图书馆学家马丁·施莱廷格于1807年提出，他将图书馆学定义为“图书馆实施有目的的组织所需要的理论准则的概括”。图书馆学自概念提出已有200多年的历史。在過去，因為出版商習慣不斷推出更新版本，教科書價格不但昂貴，同時資訊內容也很容易過時或不便對照。開放內容教科書因為其在網路上容易更新的特質，可以協助解決這類問題。同時使用開放授權以及維持線上也對老師們的幫助很大，因為這樣一來老師便可以依照自己的課程需求來編修教學資源。在这200多年间图书馆学随着时代的发展不断革新。施莱廷格最早使用“图书馆学”这一名称，表示图书馆学是一门独立的知识系统；他认为图书馆学的研究对象为“图书馆整理”，从而建立了图书馆整理论的理论体系，这在图书馆学的发展历史上具有开创意义。此后，也有众多学者提出定义，但是由于时代在发展，每个人的观点都受其所处环境的限制。由此可见，图书馆学是随着时代的发展而变化的。
- 美国图书馆协会(ALA)在1943年给图书馆学下的定义是：图书馆学就是发现、搜集、组织及运用印刷的与书写的记录之知识与技能。
- 柯平[3]主张“知识资源说”，他认为：图书馆学的研究对象是知识资源，图书馆学就是关于知识资源的收集、组织、管理和利用，研究与文献和图书馆相关的知识资源的活动规律，以及研究知识资源系统的一门学科。
- 學者胡述兆認為，以科學方法，研究圖書館的發展與運作的各種必備知識之理論與實務的學科，謂之圖書館學[4]。

### 研究对象
图书馆学的研究对象随着定义的变化也在不断变化，从图书馆实体到訊息资源，以及图书馆用户都是其不可或缺的重要组成部分。

### 图书馆学五定律
图书馆学五定律（Five Laws of Library Science）由印度图书馆学家阮甘納桑（S.R.Ranganathan,1892-1972）在1931年提出。
- 第一定律：Books are for use，书是为了用的。
- 第二定律：Every reader his book，每个读者有其书。
- 第三定律：Every book its reader，每本书有其读者。
- 第四定律：Save the time of reader，节省读者的时间。
- 第五定律：A library is a growing organism，图书馆是一个成长中的有机体。

### 圖書館學新五律[5]
圖書館學新五律（Five New Laws of Library Science）由美國學者W. Crawford與M. Gorman二人在1995年提出。
- 第一定律：libraries serve humanity，圖書館為人類服務而存在。
- 第二定律：respect all forms by which knowledge is communicated，知識傳遞多面性。
- 第三定律：protect free access to knowledge，捍衛知識近用權。
- 第四定律：use technology intelligently to enhanced service，善用科技提升服務品質。
- 第五定律：honor the past and create the future，眺望過去、展望未來。

## 圖書館史[6]
圖書館的原始功能在於保存人類文化，是故文明古國如埃及、中國等，皆為早期圖書館的發祥地。早期圖書館館藏大抵分為寺院典籍、政府檔案、商業簿契、和宗族譜牒等四種類型。隨著人類文明的演進，文學、歷史與其他其參考留傳價值的文籍，亦開始納入收藏。
據記載，西元前3,000年的埃及和前2,000年的巴比倫(Babylon)圖書館館藏已有編排整理。著名的亞歷山大圖書館(Alexandrian Library)則是希臘(Greece)文明於西元前3世紀初年建立的。該館館藏達700,000卷，乃為當時西方世界最大的圖書館。古羅馬(Rome)對文化資源非常重視，亦帶動起圖書館事業的蓬勃。儘管早期羅馬圖書館的服務對象只限於貴族，但時至羅馬文化最盛時期，許多圖書館皆開放給民眾使用。此亦即公共圖書館的濫觴。羅馬之後，西方世界戰火連綿。古文化在歐陸淪於黑暗時期之際，全靠寺廟圖書館保存，免於流失。直到千餘年後的文藝復興，圖書館事業才又重見曙光。19世紀以降，系統化的圖書整理、保存、檢索及傳播等技術，更趨成熟，為圖書館事業的後續發展奠下基礎。在這時期竄起，而對未來影響深遠的圖書館學巨擘，計有德國的艾伯特(F. Ebert)、卡萊特(A. Klette)、美國的杜威(M. Dewey)等人。

## 专业培养目标
目前，中国大陆高校对图书馆学专业的学生的培养目标和要求如下：
- 培养目标：本专业培养具备系统的图书馆学基础理论知识，有熟练地运用现代化技术手段收集、整理和开发利用文献信息的能力，能在图书情报机构和各类企事业单位的信息部门从事信息服务及管理工作的应用型、复合型图书馆的高级专门人才。
- 培养要求：本专业学生主要学习图书馆学与信息管理的基本理论和基础知识，受到文献学、目录学、信息学、传播学、管理学、经济学等方面的基本训练，掌握文献信息搜集、处理、研究、开发与传递的技能。

## 就业方向
图书馆，IT行业，互联网公司，資訊咨询公司、資訊处理公司、数据分析公司。

## 学科分支
- 普通图书馆学
- 比较图书馆学
- 图书馆信息学
- 图书馆社会学
- 图书馆经济学
- 圖書館教育學
- 图书馆建筑学
- 图书馆技术
- 读者心理学
- 圖書館史
- 图书馆管理学
  - 图书分类法
    - 中国图书分类法
    - 中文圖書分類法
    - 中国图书馆图书分类法
    - 中国科学院图书馆图书分类法
    - 杜威十进制图书分类法
    - 美国国会图书馆图书分类法
    - 通用十进制图书分类法
    - 冒号图书分类法
    - 布立斯图书分类法

  - 中國機讀編目格式（第四版）

## 相关学科
- 档案学
- 信息学
- 目录学
- 文献学
- 教育学
- 心理学
- 社会学
- 语言学
- 计算机科学
- 辭目彙編